# Prue
Prue és un poble dels Estats Units a l'estat d'Oklahoma. Segons el cens del 2000 tenia 433 habitants.

## Demografia
Segons el cens del 2000, Prue tenia 433 habitants, 169 habitatges, i 128 famílies. La densitat de població era de 371,5 habitants per km².
Dels 169 habitatges en un 35,5% hi vivien nens de menys de 18 anys, en un 61,5% hi vivien parelles casades, en un 13% dones solteres, i en un 23,7% no eren unitats familiars. En el 20,7% dels habitatges hi vivien persones soles l'11,2% de les quals corresponia a persones de 65 anys o més que vivien soles. El nombre mitjà de persones vivint en cada habitatge era de 2,56 i el nombre mitjà de persones que vivien en cada família era de 2,91.
Per edats la població es repartia de la següent manera: un 26,3% tenia menys de 18 anys, un 8,8% entre 18 i 24, un 27,5% entre 25 i 44, un 22,2% de 45 a 60 i un 15,2% 65 anys o més.
L'edat mediana era de 36 anys. Per cada 100 dones de 18 o més anys hi havia 95,7 homes.
La renda mediana per habitatge era de 26.696 $ i la renda mediana per família de 32.917 $. Els homes tenien una renda mediana de 26.667 $ mentre que les dones 20.833 $. La renda per capita de la població era de 13.335 $. Entorn del 9,4% de les famílies i el 14% de la població estaven per davall del llindar de pobresa.

## Poblacions més properes
El següent diagrama mostra les poblacions més properes.